# Diktatfrieden
Als Diktatfriede (auch Friedensdiktat, Friedenstraktat oder, aus Sicht des Gegners, ein Siegfrieden) wird ein Friedensvertrag bezeichnet, dessen Bedingungen, anders als bei einem Verständigungsfrieden, einseitig vom Sieger festgelegt werden und von der unterlegenen Partei ohne Mitgestaltungsmöglichkeiten hingenommen werden muss. 
Der Abschluss eines solchen Vertrages setzt voraus, dass eine Seite im Verlauf der Kampfhandlungen militärisch, wirtschaftlich und politisch so weit geschwächt wurde, dass sie sich den Forderungen der Gegenseite nicht mehr verweigern kann. Daher stellt ein solcher Friede zwar formal, nicht aber materiell eine bilaterale Vereinbarung unter Gleichen dar, sondern eine einseitige Bestimmung des Friedensschlusses wie der weiteren politischen Entwicklung durch die siegreiche Partei. 
Friedensschlüsse, die häufig als „Diktatfrieden“ bezeichnet wurden:
- Friede von Tilsit (darin das franko-preußische Abkommen)
- Friede von Frankfurt
- Friedensvertrag von Brest-Litowsk
- Pariser Vorortverträge (wie z. B. der Friedensvertrag von Versailles und der Vertrag von Saint-Germain)
- Friedensvertrag von Riga (1921) (von sowjetischer Seite als Diktatfrieden kritisiert)